# Reinhard Müller (Redakteur)
Reinhard Müller (* 1. April 1968 in Walsrode) ist ein deutscher Jurist und Journalist.

## Leben und Einstellung
Der Vater von Reinhard Müller stammt aus Landsberg an der Warthe, die Mutter aus Danzig. Müller machte sein Abitur 1987. Er absolvierte seinen Wehrdienst bei der Feldjägertruppe in Celle, Sonthofen und Munster. Von 1988 an studierte Müller Rechtswissenschaften und seit 1990 Geschichtswissenschaften an der Universität Münster. Ein Semester verbrachte er als Erasmus-Student in Nijmegen. Dort befasste Müller sich vor allem mit Völker- und Europarecht.
1993 legte Müller sein erstes juristisches Staatsexamen ab. Von 1994 arbeitete Müller als wissenschaftlicher Mitarbeiter am Lehrstuhl für Öffentliches Recht, Europa- und Völkerrecht der Technischen Universität Dresden. 1996 promovierte Müller über den Zwei-plus-Vier-Vertrag und das Selbstbestimmungsrecht der Völker. Seine Stationen als Rechtsreferendar legte er unter anderem in der Abteilung für DDR-Unrecht bei der Staatsanwaltschaft Dresden, in der Pressestelle des sächsischen Innenministeriums, an der Hochschule für Verwaltungswissenschaften in Speyer sowie in der Zentrale der Vereinten Nationen in New York ab. Das Rechtsreferendariat schloss Müller mit dem zweiten juristischen Staatsexamen ab.
Im Januar 1998 trat Müller in die politische Redaktion der Frankfurter Allgemeinen Zeitung ein. Er zeichnet verantwortlich für rechtspolitische Themen und für die Innenpolitik. Seit Januar 2008 leitet Müller die neu geschaffene Rubrik „Staat und Recht“. Seit Juli 2012 ist Müller zudem verantwortlicher Redakteur für „Zeitgeschehen“. In verschiedenen Artikeln in der FAZ wendet sich Müller gegen die Eheöffnung für gleichgeschlechtliche Paare, ein gemeinschaftliches Adoptionsrecht für homosexuelle Paare und gegen die rechtliche Elternstellung von homosexuellen, verpartnerten Paaren nach einer Leihmutterschaft in den Vereinigten Staaten. Außerdem spricht er sich gegen die Einführung des Geburtsortsprinzips im deutschen Staatsbürgerschaftsrecht aus und hält die Einräumung der doppelten Staatsangehörigkeit für eine verfehlte „Politik, der jedes Gefühl für Staat und Nation, für Sinn und Form völlig abgeht.“
Müller ist mit einer Rechtsanwältin verheiratet und ist Vater zweier Söhne und zweier Töchter.

## Kritik
Nachdem das Verwaltungsgericht Berlin Anfang Juni 2025 die durch den Bundesminister des Innern Alexander Dobrindt angeordneten Zurückweisungen an deutschen Grenzen als rechtswidrig einstufte, kommentierte Müller in der FAZ, die Bundesregierung müsse weiterhin Ernst machen mit dem „übergeordneten Ziel [...], dass Flüchtlinge ihren Antrag nicht erst in Deutschland stellen“. Nach Ansicht Ulf Buermeyers in der Lage der Nation verlasse Müller mit dem Beitrag den „Boden der Rechtsstaatlichkeit“.